# Mika Sugimoto
Mika Sugimoto (杉本 美香 (Sugimoto Mika?); Itami, 27 agosto 1984) è una judoka giapponese.

## Palmarès
- Giochi olimpici

Londra 2012: argento nei +78 kg femminile.
- Mondiali

Levallois-Perret 2008: bronzo nell'open.
Tokyo 2010: oro nei +78 kg femminile, oro nell'open.
Parigi 2011: bronzo nei +78 kg femminile.
Tyumen 2011: bronzo nell'open.
- Giochi asiatici

Canton 2010: oro nei +78 kg femminile.
- Asiatici

Almaty 2004: argento nell'open.
Tashkent 2005: oro nei +78 kg femminile, oro nell'open.
Jeju 2008: oro nell'open.